# Louis-Maurice Berthe
Louis-Maurice Berthe, né le 10 mars 1869 à Paris et mort le 7 décembre 1942 à Sarcelles, est un peintre et sculpteur français.

## Biographie
Louis-Maurice Berthe est le fils d'Henry Eugène Berthe, peintre sur porcelaine, et de Julie Revillard, blanchisseuse.
Elève de Louis-Auguste Hiolin, il expose ses premières oeuvres d'art décoratif au Salon de 1892. En 1899, en collaboration avec d'autres artistes, il présente au Salon des artistes français une reliure en marqueterie et cuir, pyrogravé et teint.
Il épouse en 1900, Catherine Faisonne Sauriat.
Il se lance également dans la peinture et présente ses paysages au Salon des indépendants à partir de 1905.
Il obtient une mention honorable en 1923, une médaille d'argent en 1927 et le prix Raigecourt-Goyon en 1932. L'Association amicale des Paysagistes lui remet son prix.
Devenu veuf en 1932, il quitte son domicile de la rue du Faubourg-Saint-Martin pour une maison de retraite à Sarcelles.
Il meurt à Sarcelles à l'âge de 73 ans. Il est inhumé le 12 décembre 1942 au cimetière parisien de Pantin.